# Lorcha
Lorcha in castigliano e L'Orxa in valenciano, è un comune spagnolo situato nella comunità autonoma Valenciana.